# 1-й Вишневий провулок (Житомир)
1-й Вишневий провулок — провулок в Богунському районі міста Житомира.

## Характеристики
Розташований на Мальованці. З'єднує вулиці Героїв Пожежників та Західну.

## Історія
Виник та отримав назву у 1959 році. До кінця 1960-х років провулок та його забудова сформувалися.